# Daniel Pe’er

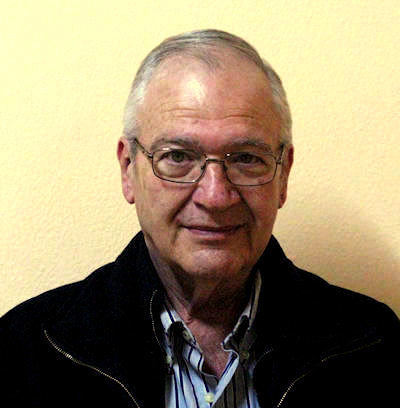
Daniel Pe'er

Daniel Pe’er (hebräisch דניאל פאר; * 2. Januar 1943 in Tel Aviv-Jaffa; † 28. September 2017 in Jerusalem) war ein israelischer Fernsehmoderator und Nachrichtensprecher.
Nach einem Studium der hebräischen und englischen Literatur kam er 1962 zum Radio, wo er als Nachrichtensprecher tätig wurde. 1971 wechselte er zum Fernsehen, wo er diverse Magazine moderierte. Zusammen mit Jardena Arasi war er Gastgeber beim Eurovision Song Contest 1979 in Jerusalem; er moderierte auch viermal den israelischen Vorentscheid des Wettbewerbs. 2010 verabschiedete er sich in den Ruhestand.
Er starb am 28. September 2017 nach einem Schlaganfall vier Tage zuvor.